# Scaphinotus johnsoni
Scaphinotus johnsoni är en skalbaggsart som beskrevs av Vandyke. Scaphinotus johnsoni ingår i släktet Scaphinotus och familjen jordlöpare. Inga underarter finns listade i Catalogue of Life.